# Ельсон Філіп Федорович
Філіп Федорович Ельсон (ймовірно, 1793 — 1867) — російський архітектор англійського походження, випускник імператорської академії мистецтв, академік, Перший архітектор Південного берега Криму. Член Академії мистецтв Росії, Академії Св. Луки (Рим) і Флорентійської академії.

## Біографія
Біографія Філіпа Ельсона не є дослідженою. Особливо невідомі родинні узи та останні роки життя архітектора.

### Дитинство і юність
Походив із зубожілої англійської родини (інших деталей з його біографії невідомо). Перша згадка про Філіпа Ельсона стосується наказу зачислення до імператорської академії мистецтв в Санкт-Петербурзі, де вказується, що в 1799 році він поступив на виховання до цього закладу. Оплату за Філіпа та Івана Ельсонів (очевидно його брата, про якого дані теж відсутні) щорічно вносив граф Ельмпт (в сумі 150 рублів). В документі вказується, що Філіп був ще дитиною (тому дослідники і вивели орієнтовну дату народження 1793 рік).
Філіп відзначався як здібний учень, підтвердження тому є: дві срібні медалі за архітектурну композицію (в 1806 та 1808 роках), золота медаль за «Проект морського кадетського корпусу в гір. Миколаєві» (в 1809 році). В 1810 році молодий архітектор Ельсон долучився до створення проекту великого церковного центру (що мав вміщати до 15000 вірян із господарськими будівлями, дзвіницею, архієрейським будинком, консисторією та семінарією), за що він отримав ще одну золоту медаль та право поїздки (за казенний рахунок) за кордон, щоби й надалі вдосконалюватися в архітектурі. Перед поїздкою він ще кілька років займався в професора Груздова, вивчаючи математику і поєднюючи її з розробками нових архітектурних проектів і був представлений, в числі найкращих учнів, міністру освіти Російської імперії.
Навчання за кордоном Філіп Ельсон розпочав в 1813 році. Тривалий час він жив у Італії і навчався в місцевих архітекторів, співпрацював з ними, а потім і втілював свої самостійні проекти. Більше шести років Філіп Ельсон вчився і практикував у Європі, за що був зарахований до почесних членів Академії Св. Луки в Римі і Флорентійської академії.

### Робота з графом Воронцовим
Повернувшись до Росії, уже практикуючим і титулованим архітектором, Ельсон брався за різні проекти, його роботи відзначали навіть в імператорському колі (подарований перстень від імператора за бальний зал на Волині). Тому його було відквартировано до Одеси, як архітектора при військовому штабі.
Працюючи в столиці під керівництвом генерал-губернатора, архітектор справив враження на графа Миколу Воронцова, який долучав Ельсона до проектування та будівлі різних кримських споруд (в основному воронцовських, оскільки він був там найбільшим землевласником і, в той час, вів масштабні будівельні проекти). З часом, генерал-губернатор Новоросійського краю спрямував свого підлеглого до Криму уже на тривалий період, особливо коли довелося перебудовувати закинутий Бахчисарайський палац. Бачачи роботу і фаховість Філіпа Ельсона, урядовці та відомство генерал-губернатора постійно з ним консультувалися, а пізніше визначили його головним консультантом-архітектором по Криму.

### Перший архітектор Південного берега Криму
Після утвердження, царськими урядниками, відповідального за забудову Південного Криму — Першого архітектора Південного берега Криму, граф Воронцов, на правах головного опікуна Криму, запропонував Філіпа Ельсона на цю посаду, адже вже мав з ним досвід в кількох будівельних проектах.
Посівши в 1824 році відповідальну посаду за наглядом та супроводом багатьох архітектурних проектів в Криму, Філіп Федорович пропрацював там майже 10 років і долучився до зведення десятків значних об'єктів півострова. Чиновник опікувався більшістю будов на узбережжі: поштові будинки, кардоно, фонтани, церкви, мечеті, складав кошториси і проекти на інші казенні будинки та приватні вілли-дачі, слідкував за всіма царськими спорудами на півострові. Географія об'єктів Ельсона вздовж лінії узбережжя від Ореанди до Ялти та по всьому Криму від Сімферополя до Кореїзу. Головною спорудою, яку йому надали довести до пуття і яка, відтак, стала мистецькою окрасою Криму — Бахчисарайський палац (за ремонтом і зведенням якого особисто слідкував імператор Олександр І).

### Після відставки
7 червня 1834 року Філіп Ельсон вийшов у відставку (далися взнаки хвороби), заміною став його заступник Карл Ешліман. На відпочинку він продовжував займатися архітектурними проектами. Працював і жив далі в Криму.
Точних даних смерті Ельсона не віднайдено. Дослідники (вивчаючи різні архітектурні проекти, що залишилися в архівах) припускають, що смерть архітектора припадає на 1867 рік.

## Проекти і споруди
Філіп Ельсон спроектував, звів і проконтролював чимало архітектурних об'єктів. Філіп працював в Росії й Італії із різними вельможами (імператорами, князями, графами), він вважався сімейним архітектором Голіцина та Потоцьких яким він зводив маєтки та будівлі.

### Архітектурний стиль Ельсона
Навчаючись і практикуючи в Європі на початку ХІХ століття, Філіп Ельсон почерпнув нові тодішні архітектурні течії: коли архітектурний образ споруди органічно поєднував місцевий колорит, ландшафт, а не виділявся своєю помпезністю та штучністю на фоні існуючих будівель. Калькування чужих, минулих архітектурних форм не цікавили молодого, уже досвідченого архітектора, оскільки він працював на межі двох світів (кримському півострові) то намагався поєднати традиційну архітектуру Заходу із орнаментальністю Сходу.
Займаючись реставрацією Бахчисарайського палацу йому довелося вивчити чимало архітектурних елементів, притаманних кримській архітектурі (османської доби — XVI-XVIII століть), і це спонукало його застосовувати їх в подальшій роботі. Оскільки попередні архітектори (приїжджі італійці та англійці) зазвичай будували класичні споруди різних епох, дотримуючись їх у деталях, то Філіп відійшов від цього і це стало його новаторством: майстерна різьба по дереву, яким обробляли великі карнизи, узорчаті східні мотиви на решітках (кованих або дерев'яних) закріплених в галереях та навісних балконах, широкі тераси на тонких колонах, кілевидні перські вікна, декоративні фіали на даху та димарі у вигляді мінаретів, розписні стелі з орнаментальними узорами.

### Найвідоміші роботи Ельсона
Загалом, Філіп Ельсон запам'ятався роботами в стилях романтизм та класицизм і приклався до таких відомих споруд:
- Голіцинський палац — в 1837 році, (Гаспра);
- Палац Перовських «Меллас» — в 30-ті роки XIX ст., (Мухалатка);
- Будинок Воронцова, кухня — в 1827, (Сімферополь);
- Татарська мечеть — в 1827, (Алупка)[11];
- Храм Архістратига Михаїла — в 1820, (Алупка);
- Храм Усічення голови Іоанна Предтечі — в 1832, (Масандра, знесений)[12];
- Чайний будиночок і Старий будинок Воронцовського палацу — в 1829 р, (Алупка);
- Лютеранська кірха — 1838, (Сімферополь)[13];